# Hit Radio Malmö
Hit Radio Malmö var en tidigare närradiostation i Malmö. Stationen startades 1997 och arbetade enligt radioformatet Urban men svängde sedan över till CHR. Stationen var mycket influerad av amerikansk radio. Sände ifrån Kronprinsen i Malmö.
Startade på 95,3 MHz som senare blev bytt till 91,8.
År 2000 inledde man ett samarbete med Bonnier Radio AB och bytte senare namn till Vinyl Skåne.
HitRadio upphörde då störningar från en dansk sändare på en närliggande frekvens störde ut stationen på 91,8 MHz.